# 서울 금선사 신중도
서울 금선사 신중도(서울 金仙寺 神衆圖)는 서울특별시 종로구 구기동, 금선사에 있는 조선시대의 신중도이다. 2002년 12월 26일 서울특별시의 유형문화재 제161호로 지정되었다.

## 개요
현재 금선사 대웅전(金仙寺 大雄殿)의 좌측 벽에 봉안되어 있는 이 신중탱화는 1887년(고종 24년) 금어비구 금지(金魚比丘 金地), 출초비구 경순(出草比丘 景純), 편수비구 계준(片手比丘 啓俊) 등에 의해 제작되었다. 이 신중탱화는 세로로 긴 화면에 제석(帝釋)과 위태천(韋駄天)을 각각 상부와 하부의 중심으로 하여 그 주위에 12軀의 眷屬을 배치한 상하 2단 도상 구조를 취하고 있다. 상부에는 중앙에 제석(帝釋)이 크게 묘사되고 그 주위로 6명의 眷屬이 帝釋을 향하여 시립한 모습이 그려져 있다.
금선사 신중탱화의 제석은 화려하게 장식된 보관(寶冠)을 쓰고 두 손으로 가볍게 백련(白蓮) 봉우리를 들고 있다. 얼굴모양은 사각형에 가깝게 넓고 복스러운 모습으로 표현되었고 세부 이목구비는 작고 가늘게 표현되었다. 둥근 깃의 붉은 옷 위에는 청색의 雲肩을 걸치고 있으며 소매에 걸쳐진 옷자락에는 새 날개 깃 모양의 장식이 표현되었는데 이러한 옷 형태는 18,19세기 제석천의 가장 전형적인 복식이다. 제석천의 좌우로는 각기 해와 달이 표현된 보관을 쓰고 두 손에 홀을 든 日天子(제석천의 왼쪽)와 月天子(제석천의 오른쪽)가 표현되어 있는데 제석과 마찬가지로 짙은 녹색의 두광(頭光)을 지니고 제석 옆에 시립하고 있어 마치 三尊처럼 표현되었다. 日天子와 月天子의 위로는 如意와 연꽃, 복숭아 등 持物을 들고 있거나 생황을 연주하는 4軀의 동자가 묘사되어 있다. 하단부에는 중앙에 위태천(韋駄天)을 중심으로 천룡팔부중(天龍八部衆) 일부가 묘사되었다.
이 불화에서 韋駄天은 머리에 새 날개 깃 모양의 관을 쓰고 합장한 두 손에는 삼지창을 받들고 있다. 韋駄天의 주위에는 용왕과 산신, 활과 창을 든 신장 등 6구의 신장들이 호위하고 있다. 여기에 표현된 八部衆은 정통적인 八部衆과는 다른 모습의 神將들이어서 토속신들로 보인다. 붉은색과 감청색이 주조를 이루고 있는데, 두 색깔의 강한 대비로 주제가 명료하게 표현되는 효과를 거두고 있다.
이 佛畵는 14位의 제석․천룡 신중탱화로서 현존하는 동일 도상의 불화와 비교하여 보면 구성면에서 다소 단조롭다. 그러나 19세기 후반기 신중탱화 양식을 잘 보여주고 있고 서울지역 사찰에 남아 있는 신중도 가운데 비교적 연대가 올라가는 작품 중의 하나이다. 또한 위태천의 좌측 바탕 천이 떨어져 나가고 그을음 등으로 화면이 약간 어둡기는 하나 전체적으로 볼 때 보존상태는 양호하다.

## 참고 문헌
- 금선사 신중도 - 국가유산청 국가유산포털